# Research School of Asian, African and Amerindian Studies
Die am 1. September 2009 geschlossene Research School of Asian, African and Amerindian Studies (CNWS) war ein Forschungsinstitut und zugleich Aufbaustudiengang an der niederländischen Universität Leiden. Inhaltlich umfasste das CNWS eine große, ausdifferenzierte Bandbreite von Afrikastudien über Lateinamerikanistik, Ethnologie bis zu Orientalistik.
Nur wer bereits einen ersten Abschluss vorzuweisen hatte, konnte sich hier bewerben. Für die hier angebotenen Nachdiplomstudiengänge wurden Akademiker ausschließlich auf Empfehlung des CNWS-Beirats von der Fakultät der Künste der Leidener Universität nach Hinzuziehung der entsendenden  Fakultät zugelassen. Die Studierenden mussten mindestens 50 Prozent ihrer Forschungszeiten innerhalb offizieller Projekte der CNWS-Programme leisten.
Der Vorstand des Instituts bestand aus fünf Professoren, die für jeweils drei Jahre in dieses Amt gewählt wurden. Beratend nahm ein gewählter Vertreter der Studierenden an den Sitzungen teil.
Das Institut organisierte Internationale Konferenzen, Seminare, Evaluationen und Vorlesungen.